# Friedenspark (Nagasaki)

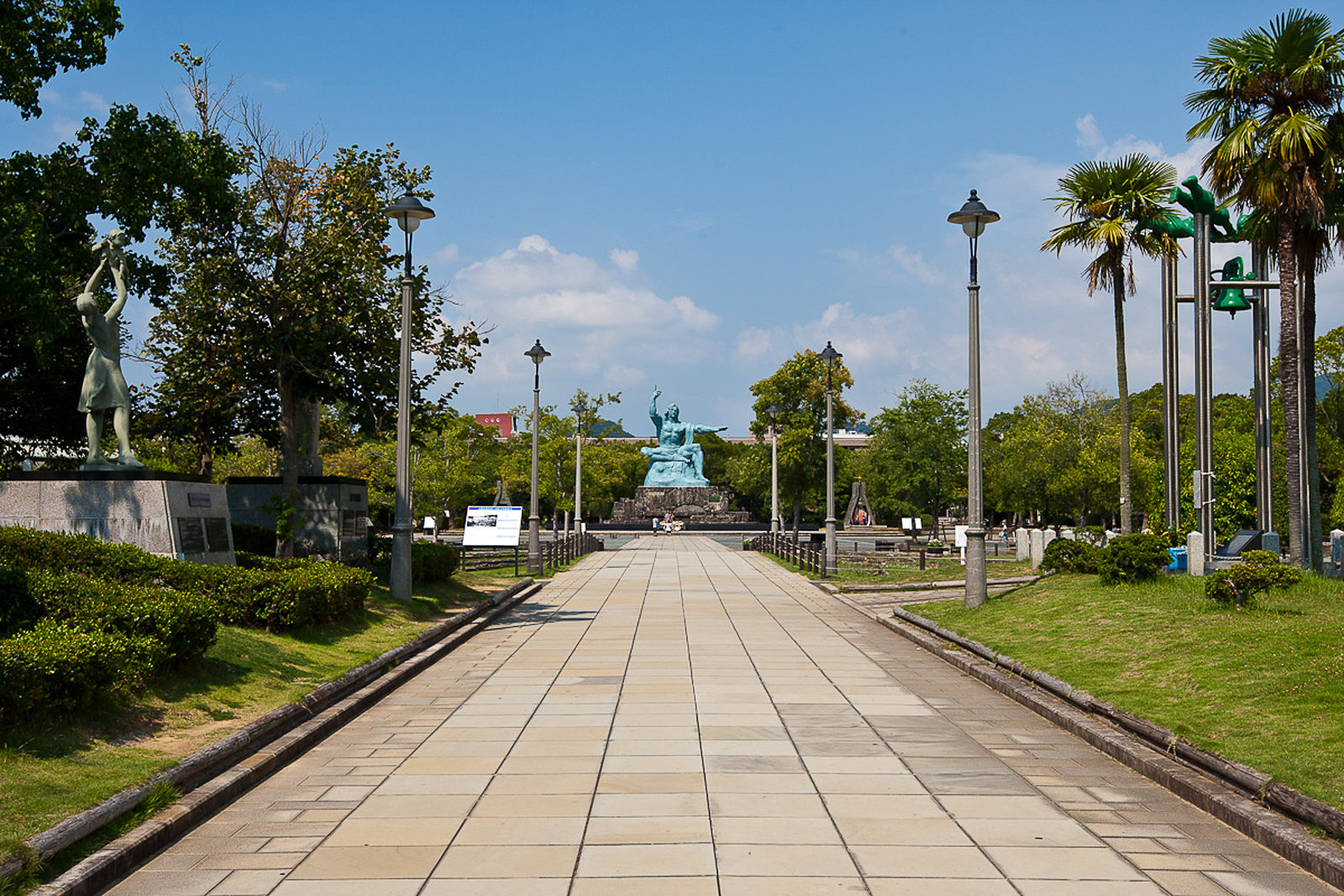
Friedenspark und Statue des Friedens

Der Friedenspark (jap. 平和公園, Heiwa-kōen) in Nagasaki wurde 1955 zur Mahnung der Menschen angesichts des Abwurfs der Atombombe durch US-Streitkräfte am 9. August 1945 errichtet.

## Geschichte
Als die Atombombe über der Stadt explodierte, wurden in einem Umkreis von einem Kilometer 80 % aller Häuser vernichtet, im Innenstadtbereich starben sofort etwa 22.000 Menschen; weitere 39.000 starben innerhalb der nächsten vier Monate. Bis zum heutigen Tag sterben noch weitere Menschen an den Folgeschäden.
Die Statue des Friedens wurde 1955 aufgestellt, der am südlichen Ende des Parks befindliche Springbrunnen im August 1969. Die zugehörige Schrifttafel beschreibt anhand des Todes des neunjährigen Mädchens Sachiko Yamaguchi das Schicksal der Atombombenopfer, die nach der Explosion kontaminiertes Wasser tranken und verstrahlt wurden.

## Statue des Friedens
Im Friedenspark befindet sich ein etwa zehn Meter hohes Monument, die Statue für den Frieden, die der Bildhauer Seibō Kitamura aus Nagasaki schuf. An diesem Monument findet jedes Jahr am 9. August eine Veranstaltung statt, bei der der Bürgermeister von Nagasaki die Friedensdeklaration an die Welt verliest.
Die Figur von Kitamura wird als buddhistisches Symbol gedeutet. Der rechte Arm der Statue weist in den Himmel gegen die Bedrohung durch Atomwaffen und der horizontal ausgerichtete linke Arm auf den Wunsch nach Frieden hin. Die Augen der Figur sind fast geschlossen, was darauf hindeutet, dass die Figur für die Seelen der Atombombenopfer betet.

## Bedeutende Gebäude in Parknähe
Der Friedenspark wurde 1955 unweit des Hypozentrums der Bombenexplosion errichtet, das durch eine Steinstele gekennzeichnet ist. Östlich des Parks befindet sich die Urakami-Kathedrale, die zerstört und 1959 rekonstruiert wurde, und nahe am Park befindet sich auch das Atombombenmuseum, in dem sich Kleidungsreste und weitere Relikte, wie zum Beispiel eine stehengebliebene Uhr, ausgestellt sind.
Zwei weitere Gebäude in der Nähe sind die Nationale Gedenkstätte für die Atombombenopfer von Nagasaki und die Friedenshalle der Stadt Nagasaki.

## Skulpturenpark
1978 hat Nagasaki an beiden Seiten des Parks ein Gebiet vorgesehen, auf dem Monumente oder Skulpturen als Friedenssymbole aufgestellt werden können. Im Parkgebiet befinden sich folgende von verschiedenen Ländern oder Partnerstädten gestiftete Werke:
- 1978: „Friedensdenkmal“, von der Partnerstadt Porto in Portugal gestiftet
- 1980: „Freude des Lebens“, von der Tschechoslowakei gestiftet, (Bildhauer: Jan Hána)[5]

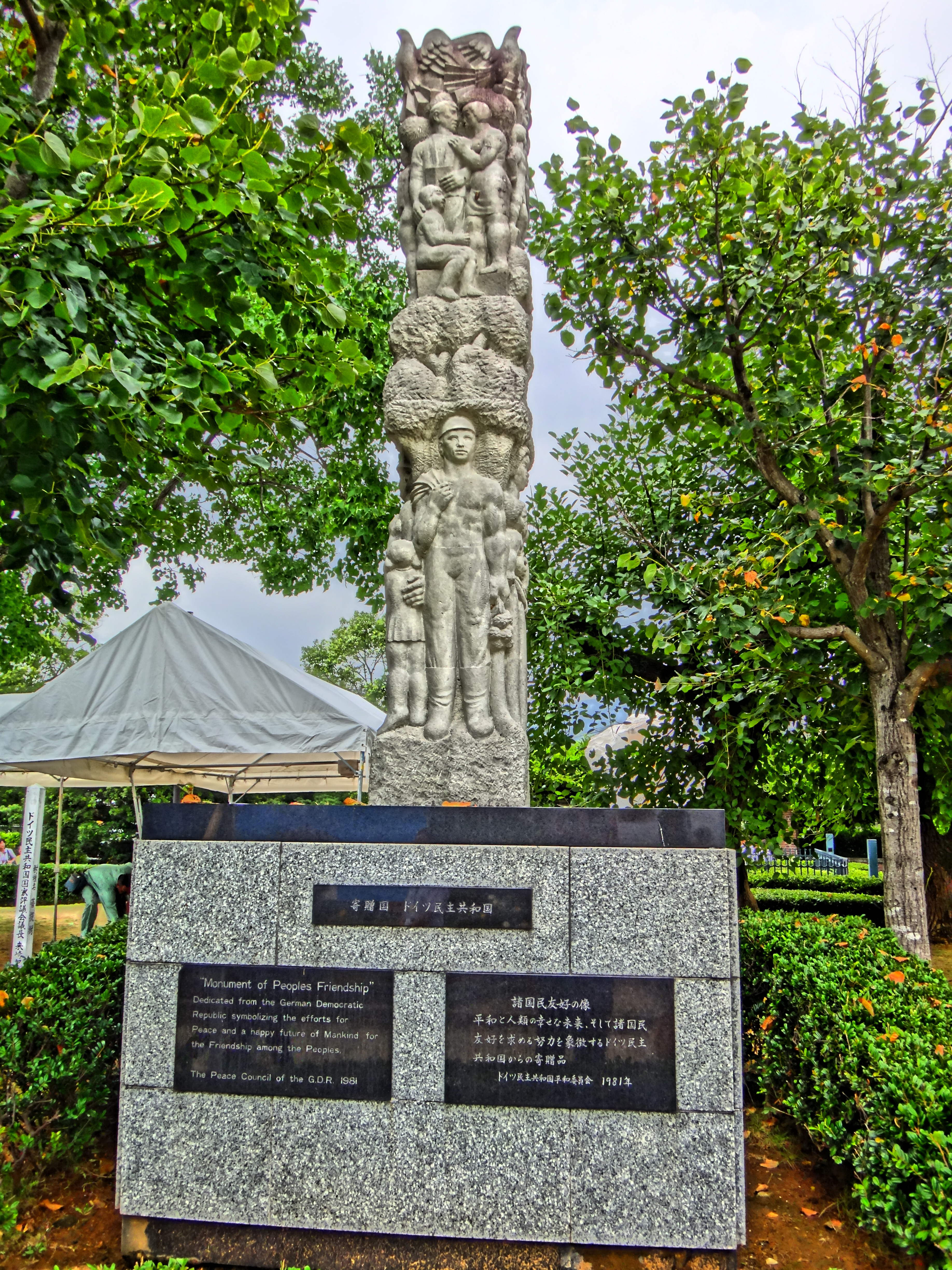
„Statue der Freundschaft verschiedener Völker“, DDR 1981

- 1980: „A Call“ (dt. Ein Ruf), von Bulgarien gestiftet
- 1981: „Statue der Freundschaft verschiedener Völker“, von der DDR gestiftet und 1981 von Erich Honecker eingeweiht (Bildhauer: Gerhard Rommel)
- 1983: „Statue der Verteidigung der zukünftigen Generationen“, von der Partnerstadt Middelburg in den Niederlanden gestiftet (Bildhauer: Peter de Jong)
- 1985: „Frieden (МИР)“, von der Sowjetunion gestiftet
- 1985: „Statue der Jungfrau“, von der Volksrepublik China gestiftet
- 1986: „Blume des Lebens und des Friedens“, von Polen gestiftet
- 1987: „Hymne an das Leben“, von Pistoia in Italien gestiftet
- 1988: „Sonne und Kranich“, von Kuba gestiftet
- 1988: „Steindenkmal des Friedens“, von der Partnerstadt Santos in Brasilien gestiftet
- 1991: „∞ Unendlichkeit“, von der Stadt Ankara in der Türkei gestiftet
- 1992: „Sternbild Erde“, von der Partnerstadt Saint Paul, Minnesota in den Vereinigten Staaten gestiftet (Bildhauer: Paul Granlund)
- 1996: „Sieg des Friedens über den Krieg“, von San Isidro (Buenos Aires) in Argentinien gestiftet
- 2006: „Mantel des Friedens (Te Korowai Rangimarie)“ von Neuseeland gestiftet (Bildhauer: Kingsley Baird)

## Wissenswertes
Im 1991 erschienenen Film Rhapsodie im August von Akira Kurosawa wird erwähnt, dass es im Friedenspark kein amerikanisches Denkmal gebe. Dies veranlasste den Bürgermeister von Nagasakis amerikanischer Partnerstadt Saint Paul, Minnesota zur Stiftung einer Skulptur.